# ملعب سيسا رامابودو
ملعب سيسا رامابودو هو ملعب متعدد الاستخدام يقع في مدينة بلومفونتين الجنوب الأفريقية . غالبا ما يتم استخدامه لمباريات كرة القدم . يسع الملعب لجلوس 20 ألف متفرج . تم استخدامه لتدريب المنتخبات أثناء انعقاد بطولة كأس العالم لكرة القدم 2010 بعدما تم تجديده في سنة 2008 .